# مجموعة فوكس للترفيه
مجموعة فوكس إنترتينمنت كانت شركة ترفيه أمريكية متخصصة في الترفيه المصور الذي تملكه شركة تونتي فرست سينتشوري فوكس. بعد استحواذ ديزني على شركة 21 سينتشري فوكس (بالإنجليزية: 21st Century Fox)‏ دُمجت أصول المجموعة في وحدات مختلفة في شركة والت ديزني. نُقلت استوديوهات الأفلام توينتيث سينشوري ستوديوز وفوكس سيرش لايت بيكتشرز وبلو سكاي ستوديوز إلى استوديوهات والت ديزني بينما نُقلت استوديوهات فوكس ستار إلى الفرع المعروفِ باسمِ فرع والت ديزني المباشر للمستهلِك والعالَم.
المالك السابق للشركة هي شركة 21 سينتشري فوكس التي كانت تُعرف سابقًا باسم نيوز كوربوريشن التي استحوذت على جميع أسهم مجموعة فوكس إنترتينمنت في عام 2005. في عام 2013 غُيّر اسم نيوز كوربوريشن إلى سينتشري فوكس وحُوّلت أصول النشر الخاصة بها إلى نيوز كروب التي شُكّلت حديثًا كجزء من إعادة تنظيم الشركة. سُمّيت على اسم ويليام فوكس الذي أنشأ شركة توينتيث سينشوري ستوديوز الأصلية (جنبًا إلى جنب مع جوزيف إم. شينك وداريل إف زانوك).